# Rudolf Sievers (Künstler)

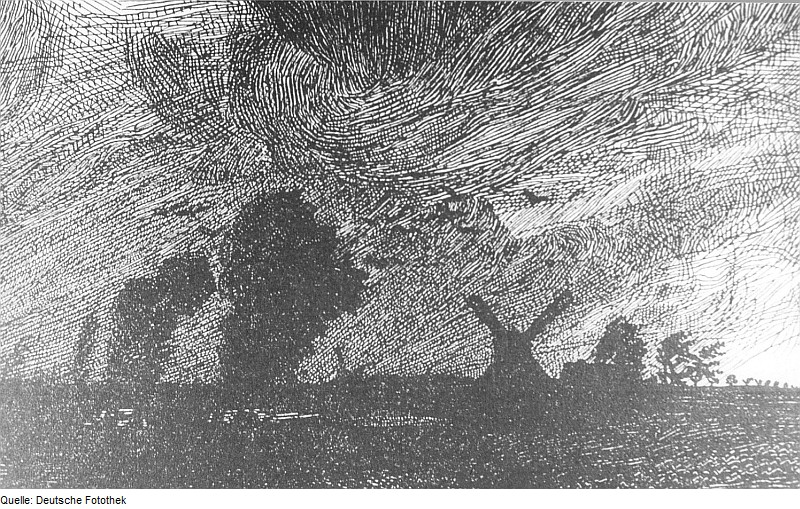
Windmühle im Sturm, 1915 im Heimatkalender Liebenwerda

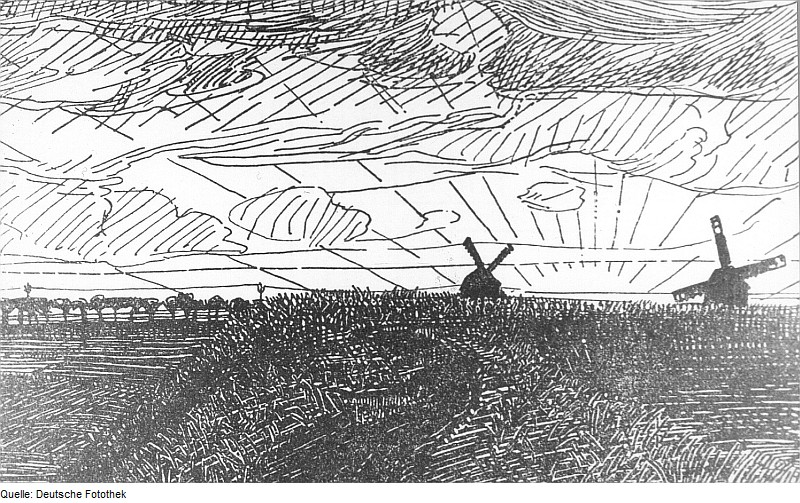
Windmühlen, 1915 im Heimatkalender Liebenwerda

Rudolf Sievers (* 19. Oktober 1884 in Braunschweig; † 13. Oktober 1918 in Besny-et-Loizy, bei Laon, Département Aisne) war ein deutscher Grafiker, Autor und Liedtexter der Jugendbewegung.
Bekannt wurde er für seine Mappen Schwarzspiele und Braunschweig sowie für das Kunterbunte Bilderbuch. Rudolf Sievers schrieb auch den Text zum Lied Wilde Vögel, Wandervögel (Melodie von Kurt Heerklotz). Er war mit dem Grafiker Günther Clausen befreundet.
Bis zum Ausbruch des Ersten Weltkriegs war Sievers Schriftleiter der Zeitschrift „Wandervogel - Monatsschrift für deutsches Jugendwandern“, zu der er auch zahlreiche Texte und Illustrationen beisteuerte.

## Werke
- Führer durch das Städtische Museum Braunschweig. Buchschmuck von Rudolf Sievers. Braunschweig: Krampe, 1908
- Zeichnende Künste, in Die Kunst - Monatshefte für freie und angewandte Kunst. 1912 XIII. Jg. Heft 5 (Februar) München, Bruckmann 1912
- Wibbelt, Augustin: Ein Herbstbuch. Zeichnungen von Rudolf Sievers. Warendorf: Schnell 1914
- Frankreich 1915: Zeichnungen aus dem Felde von Rudolf Sievers. Wolfenbüttel: Zwissler 1915
- Schwarz-Spiele. Wolfenbüttel: Zwissler 1917 (3. Auflagen)
- Braunschweig: Bilder aus einer alten Stadt. Gezeichnet von Rudolf Sievers. Wolfenbüttel: Zwissler 1917 (2. Auflg.)
- Aus dem Nachlaß eines Malers. (Nachwort von Friedrich Kammerer). Wolfenbüttel: G. Kallmeyer 1925
- Kunterbuntes Bilderbuch. Wolfenbüttel: Zwissler 1919. Bibliophile Neuauflage Kassel: Lometsch, 1959
- Otto Ahrends: Die Schlacht: Kämpfe an der Somme 1916 / aus dem Kriegstagebuche von Otto Ahrends gefallen am 16. November 1916. Mit Zeichn. von Rudolf Sievers. Frankfurt a. M.: Diesterweg 1927